# Sunlight (песня)
Sunlight (рус. Солнечный луч) — песня Никки Бирна, ирландского певца, шоумена, экс-участника группы Westlife, с которой он будет представлять Ирландию на музыкальном конкурсе Евровидение в 2016 году. 12 февраля 2016 года «Sunlight» была выпущена в качестве первого сингла с одноименного дебютного альбома Никки Бирна.

## Информация
13 января 2016 года государственной телерадиовещательной компания Ирландии было официально объявлено, что Никки Бирн с песней «Sunlight» будет представлять страну на музыкальном конкурсе Евровидение-2016 в шведском Стокгольме.

Экс-участник Westlife стал соавтором песни вместе с ирландским композитором Ронаном Хардиманом и поэтом-песенником Уэйном Гектором, приложившим руку к таким хитам группы Westlife, как Flying Without Wings, World Of Our Own и многим другим. По словам Никки, «Sunlight» — очень энергичная песня, замечательно подходящая для радиоротации.

«Sunlight» — первый сингл с дебютного сольного альбома Никки Бирна, работа над котором, по словам музыканта, шла последние несколько лет. Релиз лонгплея состоится 6 мая 2016 года.

## Список композиций
1. «Sunlight» (Radio Edit) — 2:59
2. «Sunlight» — 3:38
3. «Sunlight» (Instrumental) — 3:38

## Позиция в чартах
| Страна          | Высшая позиция |
| --------------- | -------------- |
| Ирландия (IRMA) | 68             |